# Система позначень авіаційного та допоміжного обладнання США
Система позначень авіаційного та допоміжного обладнання[уточнити переклад] (англ. Aeronautical and Support Equipment Type Designation System, ASETDS) — система позначень, що використовується Повітряними силами США та частково Флотом США. Ця система містить широкий перелік обладнання: від авіаційного озброєння до датчиків та запчастин двигунів. Відомими прикладами є гармата GAU-8 та авіабомба GBU-39.
Систему було створено та затверджено 1956 року, наступного року її використання почав і Флот США. Повністю послідовно вона використовується лише в Повітряних силах, натомість Флот почасти використовує паралельно власну систему Mark/Mod, а Армія не використовує взагалі, надаючи перевагу власній системі номенклатури, відомій за літерами M.

## Історія
Повітряні сили (ПС) США, починаючи від їх відокремлення в інший вид військ у 1947 році та до 1952 року використовували власну систему обліку обладнання, що була подібною до армійської M-системи, але з використанням усіх літер алфавіту. Наприклад, K-5 Bombing System або E-1 Fire Control System.
1952 року Повітряними силами було видано ANA Bulletin 420, в якому затверджено Type Designation System for Aeronautical Equipment (укр. «Система позначень типів авіаційного обладнання»). Ця система складалась із двох індексів, де першим була літера M (від англ. Military Aeronautical Equipment). Наприклад, типовими були позначення вигляду MB-1.
Системи були нерепрезентативними, оскільки літери алфавіту не розкривали тип техніки та дублювались. Тому впродовж 1955—1956 років ПС розробили нову систему, що об'єднала також систему позначення електроніки та систему позначення фотографічного обладнання. Її було запропоновано для спільного використання в усіх видах збройних сил, але ОКНШ відмовився, назвавши систему занадто складною та непрактичною.
Після цього, у 1956, ПС розробили нову систему на заміну лише ANA Bulletin 420, а не інших систем також. Вона наслідувала ідею Об'єднаної системи позначення електроніки. Ця система відома як англ. Aeronautical and Support Equipment Type Designation System або за скороченими назвами ASETDS або Aero/Support System.
1957 року Флот США також почав використовувати систему з незначними змінами. Подальші, не дуже суттєві,  зміни відбувались у 1960 (ANA Bulletin 440a), 1966 (MIL-STD-875), 1974 (MIL-STD-875A). У 1991 році ASETDS було включено до MIL-STD-1812, разом з  деякими іншими системами (система для авіаційних двигунів та система для фотографічного обладнання). 1997 року MIL-STD-1812 було перейменовано на MIL-HDBK-1812: він перейшов з категорії стандартів до категорії довідників — відповідно, перестав бути обов'язковим. Видання 2020 року, MIL-STD-1812A, знову  стало стандартом та є обов'язковим для Повітряних сил.
Повітряні сили США — єдиний вид військ, що послідовно використовує ASETDS для всього обладнання. Флот США використовує систему паралельно з власною системою Mark/Mod, а Армія США ніколи не приймала ASETDS, натомість використовуючи власну систему номенклатури, відому за літерами M.

## Загальний опис
Аналогічно JETDS, ASETDS розрізнює готове обладнання (англ. complete equipment) та компоненти (англ. components). Для цих двох понять використовуються дві фактично різні системи позначень (відомими переважно є позначення саме «компонентів», як GAU-8 та GBU-39). ASETDS та JETDS поділяють усі вироби на кілька категорій, які називаються ланками виробів (англ. item level) та визначені в довіднику MIL-HDBK-505.
Деяке обладнання не позначається за ASETDS: ядерні бомби не позначаються, а електронні компоненти майже завжди позначаються за JETDS.
| Назва     | Переклад   | Опис | Категорія позначень          |
| --------- | ---------- | --- | ---------------------------- |
| Part      | частина    | частина обладнання, що не працює сама собою та не може бути розібрана без знищення чи пошкодження                  | не використовується в ASETDS |
| Assembly  | вузол      | частина обладнання, що не працює сама собою, але може бути розібрена, а частини можна замінити                     | не використовується в ASETDS |
| Unit      | пристрій   | Комбінація частин та вузлів, придатна для самостійного застосування або в складі набору/системи                    | компонент                    |
| Group     | група      | Комбінація частин та вузлів, придатна для застосування лише складі набору/системи                                  | компонент                    |
| Set       | набір      | Комбінація пристроїв та груп, що виконує певну задачу                                                              | готове обладнання            |
| Subsystem | підсистема | Комбінація пристроїв, груп та наборів, що є складовою частиною певної системи                                      | готове обладнання            |
| System    | система    | Комбінація підсистем, наборів тощо, яка може бути розділена на складові та здатна виконувати одну або кілька задач | готове обладнання            |

## Компоненти
Підсистема позначень для компонентів має такі риси[уточнити переклад]:
- Структура позначень (жирним виділено основні категорії індексів):

| тип | ланка виробу | - | номер моделі | серія | конфігурація | індекс встановлення |

- Авіаційне озброєння (крім ядерного, для якого ASETDS не застосовується) завжди позначається індексом ланки U. Індекс обладнання майже завжди використовує або літеру A, або літеру B. Є незначна кількість винятків, які мають більш точні індекси.
- Версії бомб з ракетними двигунами позначаються в системі для ракет. GBU-15/B[en] з ракетним двигуном називається AGM-130. Втім, є деякі безмоторні зразки озброєння, позначені в ракетній системі, наприклад, AGM-62 Walleye[en].
- Муляжі ракет можуть позначатись як у системі ракет, так і в системі ASETDS: наприклад, DATM-9L та GDU-6/C є версіями-муляжами AIM-9 Sidewinder. Також деякі некеровані ракети або муляжі позначаються як дрони.

| Назва               | Опис | Приклад                                                        |
| ------------------- | --- | -------------------------------------------------------------- |
| Тип                 | Двобуквене позначення типу обладнання | GA в GAU-8/A — авіаційна гармата                               |
| Ланка виробу        | Див. загальний опис [⇨] | U в GAU-8/A — окремий пристрій                                 |
| Номер моделі        | Номер, що надається послідовно відповідно до типу обладнання і визначає модель.                                                                                      | 8 в GAU-8/A                                                    |
| Серія               | Послідовний буквений індекс, що надається модифікаціям (базова версія не має індексу серії).                                                                         | F в GBU-10F/B                                                  |
| Конфігурація        | Позначення конкретної версії обланання (зазвичай, групи), якщо його складові можуть відрізнятись. Індекс використовує позначку (V) та число конкретної конфігурації. | (V)4 в GBU-31(V)4/B                                            |
| Індекс встановлення | Позначення, що свідчить, частиною якої вищої ланки (набору, системи) є відповідне обладнання.                                                                        | /A в GAU-8/A — позначення невіддільного авіаційного обладнання |

### Тип
Нижче наведено перелік деяких основних типів, що зустрічаються серед озброєння. Всього їх 205, всі можна переглянути за посиланнями в відповідному розділі[⇨].
| Код | Назва                                 | Опис                                                                                                | Приклади            |
| --- | ------------------------------------- | --------------------------------------------------------------------------------------------------- | ------------------- |
| BB  | Explosive Item                        | Вибуховий пристрій (не застосовується, коли є більш точне позначення)                               |                     |
| BD  | Dummy Bomb                            | Муляж бомби                                                                                         |                     |
| BL  | Live Bomb                             | Бойова бомба                                                                                        |                     |
| BR  | Bomb Rack or Shackle                  | Бомбовий відсік, внутрішній або зовнішній                                                           |                     |
| CB  | Cluster Bomb                          | Касетна бомба, складається з контейнера (SUU), пристрою для розкриття (CDU) та суббоєприпасів (BLU) | CBU-87/B, CBU-100/B |
| FM  | Munitions Fuze                        | Підривач боєприпасу (не застосовується, коли FS пасує)                                              |                     |
| FP  | Pylon-Mounted Fuel Tank               | ППБ, монтований на пілоні                                                                           |                     |
| FS  | Munitions Fuze Safety-Arming Device   | Підривач боєприпасу з запобіжником[уточнити переклад]                                               |                     |
| GA  | Airborne Gun                          | Авіаційна гармата                                                                                   | GAU-8/A, GAU-19/A   |
| GB  | Guided Bomb                           | Керована бомба без двигуна                                                                          | GBU-39/B, GBU-43/B  |
| GD  | Dummy Guided Missile                  | Муляж керованої ракети                                                                              |                     |
| GF  | Gun Related Item                      | Виріб, пов'язаний з гарматами                                                                       |                     |
| GP  | Gun Pod                               | Гарматна гондола, складається з кріплення (SUU) та гармати (GAU)                                    | GPU-1/A             |
| GT  | Weapon Turret                         | Турель (не застосовується, коли є GP пасує)                                                         |                     |
| GU  | Miscellaneous Gun                     | Інша вогнепальна зброя (не застосовується, коли є більш точне позначення)                           | GUU-4/P             |
| LA  | Vehicle Installed Launching Mechanism | Пусковий пристрій на техніці (не застосовується, коли PW або SU пасує)                              | LAU-127/A           |
| LW  | Laser Weapon                          | Лазерна зброя                                                                                       |                     |
| MA  | Miscellaneous Armament Item           | Інший виріб, пов'язаний з озброєнням (не застосовується, коли є більш точне позначення)             |                     |
| MJ  | Munition Countermeasure               | Засіб протидії (включно з ЗІЧП)                                                                     |                     |
| ML  | Miscellaneous Live Munition           | Інший бойовий боєприпас (не застосовується, коли є більш точне позначення)                          |                     |
| MX  | Miscellaneous                         | Інше (не застосовується, коли є більш точне позначення)                                             |                     |
| PA  | External Munitions Dispensing Device  | Зовнішнє кріплення боєприпасів (не застосовується, коли SU пасує)                                   |                     |
| PW  | Internal Munitions Dispensing Device  | Внутрішнє кріплення боєприпасів (не застосовується, коли SU пасує)                                  |                     |
| SA  | Sight                                 | Приціл                                                                                              |                     |
| SU  | Stores Release or Suspension Unit     | Пристрій скидання боєприпасів[уточнити переклад]                                                    |                     |
| TD  | Target Device                         | Мішень (крім дронів-мішеней)                                                                        |                     |
| TT  | Test Item                             | Випробувальний виріб (не застосовується, коли є більш точне позначення)                             |                     |
| WA  | Warhead Section                       | Бойова частина (не застосовується, коли є більш точне позначення: WD, WE, WT)                       |                     |
| WC  | Vehicle Control Section               | Елемент системи контролю                                                                            |                     |
| WD  | Explosive Warhead                     | Вибухова бойова частина                                                                             |                     |
| WE  | Empty Warhead                         | Порожня бойова частина                                                                              |                     |
| WF  | Warhead                               | Бойова частина (не застосовується, коли є більш точне позначення: WA, WD, WE, WT)                   |                     |
| WG  | Vehicle Guidance Section              | Елемент системи керування                                                                           |                     |
| WN  | Vehicle Nose Section                  | Носовий елемент (не застосовується, коли є більш точне позначення: WA, WC, WD, WE, WG, WT)          |                     |
| WP  | Vehicle Propulsion Section            | Елемент рушійної системи                                                                            |                     |
| WT  | Training or Dummy Warhead             | Тренувальна або холоста боєголовка                                                                  |                     |

### Ланка виробу
- G (англ. group) —  виріб, що не може функціонувати самостійно.
- K (англ. component) — виріб, що не може функціонувати самостійно. Замінено на G, цей індекс більше не надається новому обладнанню.
- U (англ. unit) — виріб, що може функціонувати самостійно (тотальна більшість озброєння позначається так)[1][2].

### Індекс встановлення
Нижче наведено перелік індексів, що позначають характер встановлення обладнання. Наведено лише першу літеру, яка присутня на всьому обладнанні. Саме позначення встановлення може бути довшим та позначати конкретні види обладнання, частиною якого є предмет розгляду: наприклад, TRK-55/A24J-13 містить не лише індекс належності до невитратного авіаційного обладнання (A), але й точну інформацію про цю систему.
| Код | Назва                               | Опис                                                                                               | Приклади           |
| --- | ----------------------------------- | -------------------------------------------------------------------------------------------------- | ------------------ |
| A   | Aerospace vehicle, fixed            | Обладнання змонтовано на літальному апараті та перебуває на ньому протягом усього виконання задачі | GAU-8/A            |
| B   | Aerospace vehicle, expendable       | Обладнання встановлено на літальному апараті та може бути відділено протягом виконання задачі      | CBU-87/B, GBU-39/B |
| C   | Ground/airborne combination         | |                    |
| E   | Ground item, movable, not a vehicle | Рухомий наземний об'єкт, що не є машиною                                                           |                    |
| F   | Ground item, fixed                  | Нерухомий наземний об'єкт                                                                          |                    |
| M   | Ground item, self-contained         | Рухомий несамохідний об'єкт                                                                        |                    |
| N   | Aircraft or missile transported     | Обладнання, що не монтується на літальному апараті (A) та не витрачається (B)                      |                    |
| P   | Individual person                   | Переноситься наземним персоналом                                                                   | GUU-4/P            |
| S   | Ground, self-propelled              | Самохідна наземна техніка                                                                          |                    |
| U   | Multiple or Combination             | Об'єкти загального призначення                                                                     |                    |
| W   | Water                               | Обладнання встановлено на корабель або підводний човен                                             |                    |

## Готове обладнання
Готове обладнання позначається за дещо іншим принципом та має таку структуру:
| A/ | індекс встановлення | код типу | призначення | - | номер моделі | серія | конфігурація |

Наприклад:
- A/A24G-5A — змонтоване на літальному апараті (друга A), електричне (24), для керування або навігації (G).
- A/E37T-24(V)2 — рухоме наземне (E), електромеханічне (37), для випробувань (T); друга конфігурація ((V)2).

| Назва               | Опис | Приклад                                          |
| ------------------- | --- | ------------------------------------------------ |
| Префікс A/          | Префікс, що початково позначав приналежність Повітряним силам, але наразі позначає належність позначення до ASETDS                                 | A/ в A/A24G-5A                                   |
| Індекс встановлення | Однобуквене позначення того, куди та яким чином встановлено обладнання, перелік див. перелік [⇨]                                                   | A в A/A24G-5A — змонтовано на літаку             |
| Код типу            | Двоцифрове позначення типу обладнання | 24 в A/A24G-5A — електрика                       |
| Призначення         | Основне призначення обладнання | G в A/A24G-5A — керування та навігація           |
| Номер моделі        | Номер, що надається послідовно відповідно до типу обладнання і визначає модель.                                                                    | 5 в A/A24G-5A                                    |
| Серія               | Послідовний буквений індекс, що надається модифікаціям (базова версія не має індексу серії).                                                       | A в A/A24G-5A — перша модифікація після основної |
| Конфігурація        | Позначення конкретної версії обланання, якщо його складові можуть відрізнятись. Індекс використовує позначку (V) та число конкретної конфігурації. | (V)2 в A/E37T-24(V)2                             |

Всі коди типу та індекси призначення можна переглянути за посиланнями в відповідному розділі[⇨].